# Aizawl Football Club
Maillots
Dernière mise à jour : 21 août 2024.
Le Aizawl Football Club (en hindi : आइजोल फुटबॉल क्लब), plus couramment abrégé en Aizawl FC, est un club indien de football fondé en 1984 et basé dans la ville d'Aizawl, dans l'État de Mizoram.
Il joue ses matchs à domicile au Rajiv Gandhi Stadium.

## Histoire
Fondé en 1984, le club dispute les tournois locaux, dans l'état du Mizoram.
En janvier 2012, Aizawl FC est intégré à l'I-League 2nd division. Durant trois saisons, le club ne réussit pas à accéder à la première division, mais remporte le championnat en 2015. Il accède ainsi pour la première fois de son histoire à la I-League. 
Lors de la première saison, le club termine avant-dernier, entraînant normalement la relégation mais face au retrait de deux clubs de Goa, le club est repêché. Pour autant, le club termine finaliste de la Coupe d'Inde, battu en finale 5-0 par Mohun Bagan.
La saison 2016-2017 voit le club être en lutte avec le Mohun Bagan et Aizawl FC passe devant à deux journées de la fin et termine champion de I-League pour la première fois de son histoire.
Ce titre va lui permettre de participer à la Ligue des champions de l'AFC 2018, pour la première fois de son histoire, mais il est éliminé dès les barrages par le club iranien de Zob Ahan.

## Palmarès
| \| - Championnat d'Inde (1) : - Champion : 2017. - Championnat d'Inde D2 (1) : - Champion : 2015. \| \| - Coupe d'Inde : - Finaliste : 2015-16. \| |  |                                         |
| - Championnat d'Inde (1) : - Champion : 2017. - Championnat d'Inde D2 (1) : - Champion : 2015.                                                     |  | - Coupe d'Inde : - Finaliste : 2015-16. |

## Personnalités du club

### Présidents du club
- Robert Romawia Royte

### Entraîneurs du club

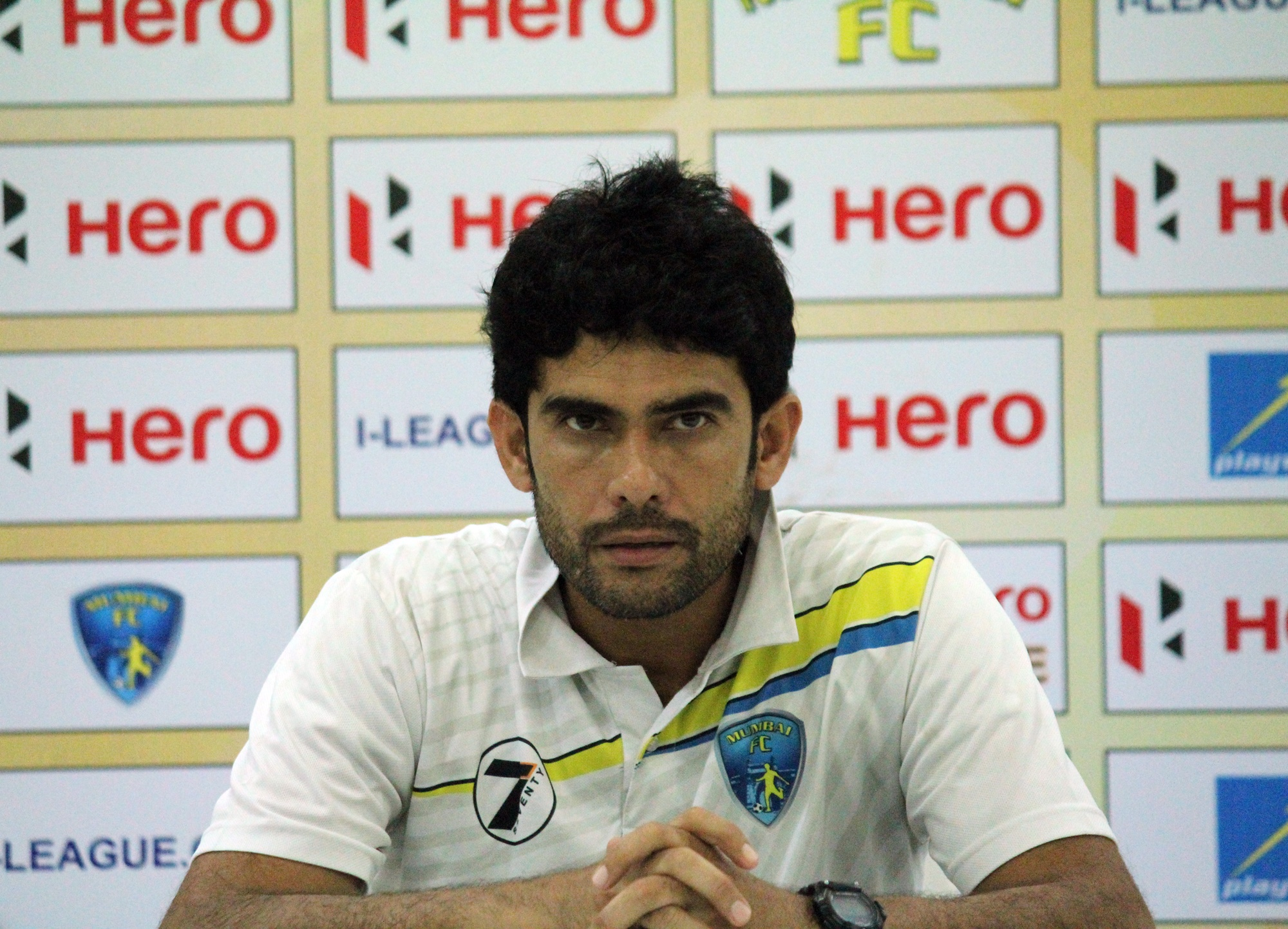
L'entraîneur Khalid Jamil en conférence de presse d'avant-match, a permis de remporter pour la première fois le titre de champion d'Inde.

Voici la liste des derniers entraîneurs du Aizawl FC : 
| Nom                    | Nationalité | De                         | À                |
| ---------------------- | ----------- | -------------------------- | ---------------- |
| Hmingthana Zadeng      | Inde        | 1er juillet 2014           | 20 août 2015     |
| Manuel Retamero Fraile | Espagne     | 20 août 2015               | 7 février 2016   |
| Jahar Das              | Inde        | 7 février 2016             | 8 novembre 2016  |
| K. Malsawmkima         | Inde        | 20 décembre 2016 (intérim) | 20 décembre 2016 |
| Khalid Jamil           | Inde        | 20 décembre 2016           | 1er août 2017    |
| Paulo Menezes          | Portugal    | 1er août 2017              | 12 février 2018  |
| Santosh Kashyap        | Inde        | 13 février 2018            | 21 juin 2018     |
| Gift Raikhan           | Inde        | 22 juin 2018               | 7 janvier 2019   |
| Stanley Rozario        | Inde        | 9 janvier 2019             |                  |